# Суанов, Руслан Русланович
Русла́н Русла́нович Суа́нов (18 июня 1975, Орджоникидзе, Северо-Осетинская АССР, СССР) — российский футболист, нападающий. Сын футболиста Руслана Владимировича Суанова (1953 г.р.), отец футболиста Руслана Руслановича Суанова (1997 г.р.)

## Карьера
Воспитанник владикавказского футбола. Начал заниматься футболом в ДЮСШ «Юность» города Владикавказа, под руководством М. Д. Цаликова. В течение карьеры играл в 14 российских командах, в 8 из них — на протяжении сезона или меньше.

## Достижения
- Серебряный призёр чемпионата России 1992 года.
- В 2002 году в составе «Балтики» с 35 забитыми мячами стал лучшим бомбардиром зоны «Запад» Второго дивизиона.
- В 2006 году в составе «Спартака» Кострома с 21 забитым мячом, 8 из которых забил в последних трех играх, стал лучшим бомбардиром зоны «Запад» Второго дивизиона[3].

## Семья
- Отец: Руслан Владимирович Суанов (1953—2003) — футболист, нападающий.
- Сын: Суанов, Руслан Русланович (р. 1997) — футболист, нападающий[4].